# ［1,2-二(二苯基膦基)乙烷］二(氯化亚金)
[1,2-二(二苯基膦基)乙烷]二(氯化亚金)是一种配位化合物，化学式为C26H24Au2Cl2P2，可简写为Au2(dppe)Cl2。它可由二甲硫醚氯化亚金和1,2-二(二苯基膦基)乙烷反应制得。

## 性質
它和Na4[Ag4Fe(CO)16]反应，可以得到Ag4Au4[Fe(CO)4]4(dppe)2。
它和十羰基二锰反应，可以得到(dppe)[AuMn(CO)5]2。